# Амаду Дабо
Амаду Дабо (фр. Amadou Dabo) — сенегальський дипломат. Надзвичайний і Повноважний Посол Сенегалу в Польщі та в Україні за сумісництвом (2017—2019).

## Життєпис
У 1985 році здобув освіту в Національній школі адміністрації та магістратури (ENAM).
У 1986—1987 рр. — генеральний секретар Промислової Палати Louga.
У 1987—1993 рр. — співробітник регіонального фінансового відділу Тамбакунда.
У 1993—2001 рр. — служив помічником префекта Фатіке.
У 1998—2001 рр. — інспектор фінансових операцій Міністерства економіки та фінансів і освіти.
У 2001—2003 рр. — директор Головного управління та обладнання, Міністерство закордонних справ Сенегалу.
У 2003—2005 рр. — перший радник у посольстві Сенегалу в Тайпеї (Тайвань).
У 2005—2007 рр. — перший радник у посольстві Сенегалу в Ер-Ріяд (Саудівська Аравія).
У 2007—2013 рр. — Надзвичайний і Повноважний Посол Сенегалу в Південній Кореї.
16 червня 2016 року — призначений Надзвичайним та Повноважним Послом Сенегалу в Польщі, вручив вірчі грамоти Президенту Польщі Анджею Дуді.
6 червня 2017 року — призначений Надзвичайним та Повноважним Послом Сенегалу в Україні за сумісництвом, вручив вірчі грамоти Президенту України Петру Порошенку.
27 листопада 2019 року завершив свою місію в Україні.